# 阿普里马克大区
阿普里馬克大區（西班牙語：Departamento de Apurímac）是秘魯中南部的一個大區，東鄰庫斯科大區，西鄰阿亞庫喬大區，以及南鄰阿雷基帕和阿亞庫喬大區。大區名稱是克丘亞語，意思是「眾神說話的地方」，形容當地許多高山（安第斯宗教中的神）宛如在互相交談。

## 行政區劃
阿普里馬克大區分為7個省（provincias，單數：provincia），共有80個區（distritos，單數：distrito）。下轄省份（首府在括號內）如下：
- 阿班凱省（阿班凱）
- 安達韋拉斯省（安達韋拉斯）
- 安塔班巴省（安塔班巴）
- 艾馬賴斯省（查爾萬卡）
- 欽切羅斯省（欽切羅斯）
- 科塔班巴斯省（坦博班巴）
- 格羅省（丘基班比亞）

## 語言
根據2007年秘魯人口普查，大多數居民最先學習的語言是克丘亞語（70.58%），其次是西班牙語（29.01%）。阿普里馬克大區所用的克丘亞語變體是庫斯科克丘亞語和昌卡克丘亞語。以下表格顯示阿普里馬克大區各省最先學習語言的數據：
| 省           | 克丘亞語 | 艾馬拉語 | Asháninka語言 | 其他原住民語言 | 西班牙語 | 外語 | 聾啞 | 總數    |
| ------------ | -------- | -------- | ------------- | -------------- | -------- | ---- | ---- | ------- |
| 阿班凱省     | 43,425   | 189      | 15            | 32             | 46,510   | 41   | 152  | 90,364  |
| 安達韋拉斯省 | 98,774   | 249      | 25            | 22             | 35,043   | 12   | 190  | 134,315 |
| 安塔班巴省   | 8,771    | 32       | 3             | 9              | 2,532    | 6    | 20   | 11,373  |
| 艾馬賴斯省   | 19,754   | 42       | 4             | 3              | 7,953    | 1    | 44   | 27,801  |
| 科塔班巴斯省 | 38,091   | 70       | 7             | 9              | 4,034    | 2    | 28   | 42,241  |
| 欽切羅斯省   | 38,563   | 67       | 8             | 6              | 9,154    | 1    | 160  | 47,959  |
| 格羅省       | 18,958   | 52       | 2             | 12             | 4,239    | 6    | 55   | 23,324  |
| 總數         | 266,336  | 701      | 64            | 93             | 109,465  | 69   | 649  | 377,377 |
| %            | 70.58    | 0.19     | 0.02          | 0.02           | 29.01    | 0.02 | 0.17 | 100.00  |

## 歷史
關於該地區的起源知之甚少，但編年史家指出，第一批定居者是由各地的克丘亞人和艾馬拉人部落組成的。昌卡人（Chancas）源於喬克洛科查湖和萬卡韋利卡，遷入了阿普里馬克大區。歷史上這民族以反叛和無畏無懼的戰士著稱於古秘魯。
編年史記載了昌卡人為征服帝國首都庫斯科準備了很多年。只不過在偉大的印加皇帝帕查庫特克的戰略下，印加帝國沒有屈服。
當征服者建立殖民地的第一個政治組織時，當前大區的幾乎整個範圍都由瓦曼加當局管轄；但是，城鎮的建立沒有任何紀錄。
共和國初，阿班凱屬於庫斯科大區。直到1873年4月28日才頒布法律，以安達韋拉斯省、安塔班巴省、艾馬賴斯省和科塔班巴斯省為基礎，建立阿普里馬克大區，定阿班凱為首府。

## 名勝
阿班凱既是大區首府，也是最重要的政治經濟中心。安達韋拉斯也是大區內的一個城市，氣溫相對寒冷，位於海拔2980米和大區的農業中心。它的主教堂是聖佩德羅大教堂，以殖民時期的建築風格興建。一個單件的石製噴泉在武器廣場（Plaza de Armas）上引人注目。著名的Sayhuite巨石在阿班凱附近通往庫斯科的路上。
另一個受到遊客青睞的地方是距安達韋拉斯4公里的塔拉韋拉，它的主廣場（武器廣場）極具標誌性。海拔2800米的艾馬賴斯省首府查爾萬卡，保留了大量殖民時期興建的美麗教堂，裡面有完好的木刻和黃金樹葉。阿普里馬克大區建築的詳細紀錄可見於秘魯作家兼建築師Armando Arteaga的著作。
在安塔班巴省，顱骨穿孔術如此精確，當地可以發現驚人的藥品，以及泥雕、武器、家具和狩獵工具。
帕庫查湖被視為秘魯最大、最美麗的湖泊之一，位於安達韋拉斯和阿班凱之間的路線上，海拔3000米。它作為休息和享受大自然的理想之地，允許釣魚和獵鴨。

## 本地習俗

### 典型菜餚
阿普里馬克大區的典型菜式是wathiya。它可以追溯到遠古時代，通過在石頭周圍築起篝火來準備的，在石頭上放番薯直到煮熟。以前古代定居者會在播種和收穫期間準備它。
另一個著名阿普里馬克大區菜式是馬鈴薯與蛋配上uchullaqwa，一隻以辣椒、乾酪和印加孔雀草製成的醬料。在各種麵包中，當地有rejillas、tarapacos、paltos和roscas。

### 節慶
一月一日至六日：安達韋拉斯的新年慶祝。在此期間，有Baja de Negros（化裝為黑人的舞蹈演員）的慶祝。這裡有各種娛樂活動，尤其是宗教民俗。
二月：狂歡節。全城湧到街上參與La Yunsa。這是阿普里馬克展現全部民俗的唯一機會，扮裝的團體在各個地方跳舞。在安達韋拉斯省，男女結伴日夜跳舞。在格羅省，鬥牛會舉行，前一天會舉行torril velacuy或velada de toro去驅邪和保佑鬥牛士。在艾馬賴斯省，各區之間的投石器決鬥會舉行，有時通常會使數名參與者受傷。
五月十三日：聖母法蒂瑪日（Fiesta de la Virgen de Fátima）。它很好地展示了民間傳說，特別是音樂和舞蹈。不少音樂團體會來到格羅省展示他們的藝術。
六月二十四日：農產品和家畜博覽會在安塔班巴省帕查科納斯舉辦，展出大區最佳的產品。一位俗稱為Carguyoc的管家要負責娛樂賓客。
六月二十八日：雅瓦爾節（Yawar Fiesta，意即“血的節日”）。一場特殊的鬥牛會舉行，稱為兀鷹鬥牛。兀鷹被綁在公牛的後方，在逃脫的過程中弄傷公牛。最後公牛死於兀鷹或村民之手。節日後兀鷹獲得釋放。另外，亦有鬥雞以及傳統的帕庫查湖之行，為了釣到良好的鱒魚。
八月十五日：聖母升天日（Fiesta de la Virgen de la Asunción）。格羅省人民湧上街頭，參加遊行和祈禱。同時，對牛進行tinka（烙印）。在科塔班巴斯省，這節日與雅瓦爾節一同慶祝。
九月八日：Fiesta de Nuestra Señora de Cocharcas。這種瑪麗安的崇拜也被稱為Machacha Cocharcas，是自16世紀以來在阿普里馬克大區和整個秘魯最受歡迎的活動之一。
九月二十四日：仁慈聖母日（Fiesta de Nuestra Señora de las Mercedes）。邀請整個安塔班巴鎮跳舞、飲食，或者參加鬥牛和賽馬。
十月七日：玫瑰聖母日（Fiesta de la Virgen del Rosario）。阿班凱全民參與。有遊行和煙花。Alferado（管家）負責宴會的費用。
十一月三日：阿班凱周年紀念日。有多項體育、民俗和社交活動慶祝。另外還有鬥雞和鬥牛。
十二月八日：圣母无染原罪节（Fiesta de la Virgen de la Concepción）。在科塔班巴斯省，慶祝活動前後，在三，四個晚上，人們在主廣場上跳舞。
十二月二十五日：在平安夜和聖誕節，科塔班巴斯省的人們在街頭上與扮裝舞者共舞。大批群眾以歌頌和祈禱向聖嬰致敬。也有遊行、煙火和以典型食物為主的宴會。